# Vignola (Vignola-Falesina)
Vignola è una frazione del comune di Vignola-Falesina in provincia autonoma di Trento.

## Storia
Vignola fu un comune italiano istituito nel 1920 in seguito all'annessione della Venezia Tridentina al Regno d'Italia. Nel 1929 venne aggregato al comune di Pergine Valsugana, per poi essere ricostituito come comune autonomo insieme a Falesina nel 1955.

## Monumenti e luoghi d'interesse

### Architetture religiose
- Chiesa di San Bartolomeo Apostolo.